# Matholwch
Matholwch ist in der keltischen Mythologie König von Irland in der Sage Branwen ferch Llŷr („Branwen, die Tochter Llŷrs“), im Zweiten Zweig des Mabinogi. Die Schreibweise Matholwch ist im Llyfr Gwyn Rhydderch („Das Weiße Buch von Rhydderch“) und im Llyfr Coch Hergest („Das Rote Buch von Hergest“) zu lesen, in der älteren Handschrift Peniarth 6 ist noch die Version Mallowch vorhanden. Dies ist möglicherweise die ursprüngliche Namensform, die später an Mathonwy angeglichen wurde.

## Mythologie
Matholwch, der König von Irland, kommt zu Bran, dem König von Britannien, um ihn um die Hand seiner Schwester Branwen zu bitten. Bran ist mit der Heirat einverstanden, doch Branwens Halbbruder Efnisien ist erbost, dass er nicht um Erlaubnis gefragt wurde. Aus Rache massakriert er Matholwchs Pferde, wodurch es fast zum Kampf kommt, obwohl Matholwch schon eine Nacht mit Branwen verbracht hat. 
„Weiß Gott, es wundert mich, wenn sie mich zu beleidigen wünschen, dass sie mir ein so treffliches, hochrangiges und von ihren Verwandten geliebtes Mädchen zur Frau gegeben haben.“
Bran schafft es, die erhitzten Gemüter wieder zu beruhigen, indem er den Iren unter anderem neue Pferde und einen Kessel schenkt, der Tote wieder zum Leben erweckt.
Matholwch heiratet Branwen und zusammen reisen sie nach Irland, wo ihr Sohn Gwern zur Welt kommt. Trotzdem ist die Ehe nicht glücklich und als seine Untertanen von dem Massaker an den Pferden erfahren, verbannt Matholwch Branwen in die Küche, wo sie hart arbeiten muss und geschlagen wird. Entsetzt über das Schicksal seiner Schwester, sammelt Bran seine Männer um sich und zieht nach Irland. Als Gerüchte von einem wandernden Wald Matholwch erreichen, bekommt er Angst, denn er ahnt, dass es der Riese Bran ist, der durch die See wandert. Um ihn zu beruhigen, lässt er einen Palast bauen, der erstmals groß genug für den Riesen ist. Zudem verspricht er, seinen Sohn Gwern zum König zu machen.
„Und Matholwch tritt die Herrschaft über Irland ab an Gwern, den Sohn Matholwchs, deinen Neffen, den Sohn deiner Schwester, und übergibt sie ihm als Buße für das Unrecht und die Schmach, die man Branwen antat, in deiner Gegenwart.“
Bei einer Feier im neugebauten Palast verstecken sich irische Adelige, die mit dem Lauf der Dinge nicht einverstanden sind, in Mehlsäcken, um die Waliser zu überwältigen. Efnisien ahnt ihren Plan und erstickt die Männer in den Säcken, doch als er seinen Neffen Gwern ins Feuer wirft, bricht der Kampf aus. Efnisien stirbt bei der Zerstörung des Wunderkessels, Bran wird tödlich verwundet und Matholwch fällt ebenfalls im Kampf. Schließlich überleben nur sieben Waliser und fünf schwangere irische Frauen, deren Kinder das Land neu bevölkern. Die Waliser kehren mit Branwen und dem abgeschlagenen Haupt Brans in die Heimat zurück.